# Leichtathletik-Europameisterschaften 1990/1500 m der Männer

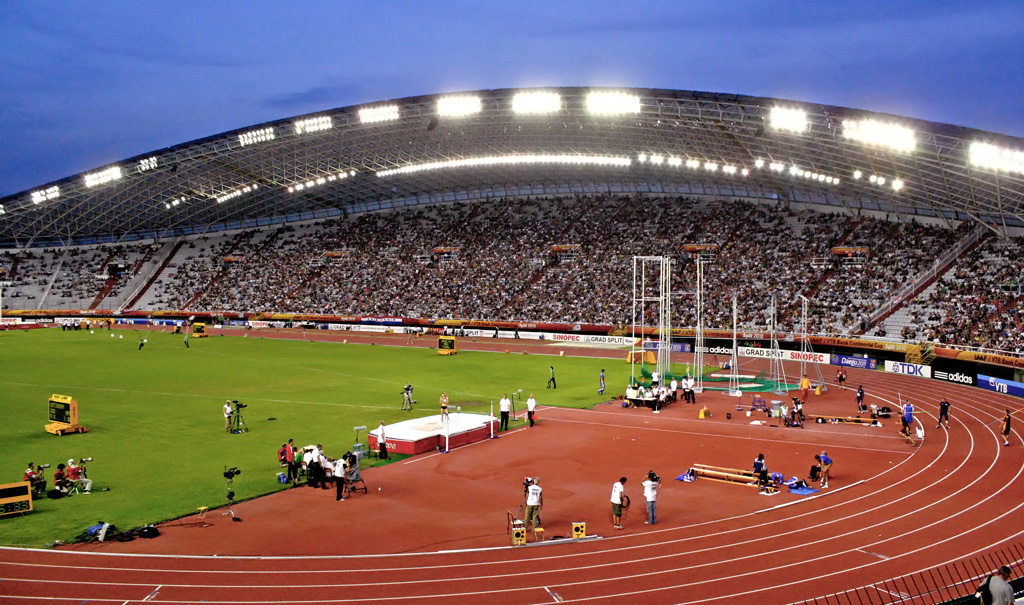
Das Stadion Poljud von Split im Jahr 2010

Der 1500-Meter-Lauf der Männer bei den Leichtathletik-Europameisterschaften 1990 wurde am 30. August und 1. September 1990 im Stadion Poljud in Split ausgetragen.
Europameister wurde der Olympiadritte von 1988 Jens-Peter Herold aus der DDR. Er gewann vor dem Italiener Gennaro Di Napoli. Den dritten Rang belegte der Portugiese Mário Silva.

## Bestehende Rekorde
| Weltrekord           | 3:29,46 min | Saïd Aouita | Berlin, BR Deutschland    | 23. August 1985   |
| Europarekord         | 3:29,67 min | Steve Cram  | Nizza, Frankreich         | 16. Juli 1985     |
| Meisterschaftsrekord | 3:35,59 min | Steve Ovett | EM Prag, Tschechoslowakei | 3. September 1978 |

Die drei hier ausgetragenen Rennen waren alle bei nicht allzu hohen Temp auf eine Spurtentscheidung ausgerichtet. So wurde der seit 1978 bestehende EM-Rekord auch bei diesen Europameisterschaften nicht erreicht. Die schnellste Zeit erzielte Europameister Jens-Peter Herold aus der DDR im Finale mit 3:38,35 min, womit er 2,76 s über dem Rekord blieb. Zum Europarekord fehlten ihm 8,68 s, zum Weltrekord 8,89 s.

## Legende
Kurze Übersicht zur Bedeutung der Symbolik – so üblicherweise auch in sonstigen Veröffentlichungen verwendet:
| DNS | nicht am Start (did not start) |
| DSQ | disqualifiziert                |
| IWR | Internationale Wettkampfregeln |
| TR  | Technische Regeln              |

## Vorrunde
30. August 1990
Die Vorrunde wurde in zwei Läufen durchgeführt. Die ersten fünf Athleten pro Lauf – hellblau unterlegt – sowie die darüber hinaus beiden zeitschnellsten Läufer – hellgrün unterlegt – qualifizierten sich für das Finale. Zusätzlich wurde Peter Elliott, der wegen einer Behinderung durch Hauke Fuhlbrügge das Rennen nicht beenden konnte, für das Finale zugelassen. Hauke Fuhlbrügge wurde disqualifiziert. Grundlage für diese Maßnahmen waren die Technischen Regeln 17.2.1 und 17.2.2 der Internationalen Wettkampfregeln (IWR) für die Leichtathletik.

### Vorlauf 1

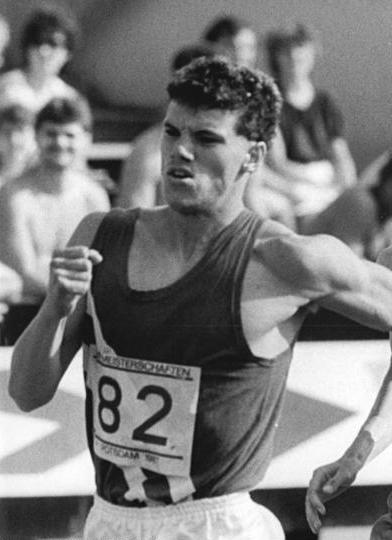
Hauke Fuhlbrügge wurde wegen Behinderung eines Kontrahenten disqualifiziert – im Jahr darauf gewann er WM-Bronze

| Platz | Name               | Nation         | Zeit (min)                                                         |
| ----- | ------------------ | -------------- | ------------------------------------------------------------------ |
| 1     | José Luis González | Spanien        | 3:38,75                                                            |
| 2     | Markus Hacksteiner | Schweiz        | 3:39,94                                                            |
| 3     | Fermín Cacho       | Spanien        | 3:39,22                                                            |
| 4     | Gennaro Di Napoli  | Italien        | 3:39,25                                                            |
| 5     | Steve Cram         | Großbritannien | 3:39,93                                                            |
| 6     | Robin van Helden   | Niederlande    | 3:40,61                                                            |
| 7     | Mogens Guldberg    | Dänemark       | 3:40,71                                                            |
| 8     | Jari Venäläinen    | Finnland       | 3:41,23                                                            |
| 9     | Wladimir Kolpakow  | Sowjetunion    | 3:41,64                                                            |
| 10    | Christophe Impens  | Belgien        | 3:41,64                                                            |
| 11    | Éric Dubus         | Frankreich     | 3:44,47                                                            |
| DNF   | Peter Elliott      | Großbritannien | für das Finale zugelassen, IWR 163, TR17.2.1 – Behinderung         |
| DSQ   | Hauke Fuhlbrügge   | DDR            | disqualifiziert wegen Behinderung, IWR 163, TR17.2.2 – Behinderung |

### Vorlauf 2
| Platz | Name              | Nation         | Zeit (min) |
| ----- | ----------------- | -------------- | ---------- |
| 1     | Jens-Peter Herold | DDR            | 3:39,63    |
| 2     | Mário Silva       | Portugal       | 3:39,91    |
| 3     | Neil Horsfield    | Großbritannien | 3:39,97    |
| 4     | Han Kulker        | Niederlande    | 3:40,02    |
| 5     | Marc Corstjens    | Belgien        | 3:40,30    |
| 6     | Hervé Phélippeau  | Frankreich     | 3:40,72    |
| 7     | Branko Zorko      | Jugoslawien    | 3:40,86    |
| 8     | Teófilo Benito    | Spanien        | 3:40,99    |
| 9     | Lars Bøgh         | Dänemark       | 3:41,12    |
| 10    | Davide Tirelli    | Italien        | 3:43,76    |
| 11    | Philippe Collard  | Frankreich     | 3:46,39    |
| 12    | Eckhardt Rüter    | BR Deutschland | 3:48,51    |
| DNF   | Miroslaw Chochkow | Bulgarien      |            |
| DNF   | Alex Geissbühler  | Schweiz        |            |

## Finale
1. September 1990
| Platz | Name               | Nation         | Zeit (min) |
| ----- | ------------------ | -------------- | ---------- |
| 1     | Jens-Peter Herold  | DDR            | 3:38,35    |
| 2     | Gennaro Di Napoli  | Italien        | 3:38,60    |
| 3     | Mário Silva        | Portugal       | 3:38,73    |
| 4     | Peter Elliott      | Großbritannien | 3:39,07    |
| 5     | Steve Cram         | Großbritannien | 3:39,08    |
| 6     | José Luis González | Spanien        | 3:39,15    |
| 7     | Han Kulker         | Niederlande    | 3:39,85    |
| 8     | Markus Hacksteiner | Schweiz        | 3:40,44    |
| 9     | Neil Horsfield     | Großbritannien | 3:40,59    |
| 10    | Marc Corstjens     | Belgien        | 3:41,31    |
| 11    | Fermín Cacho       | Spanien        | 3:42,21    |
| 12    | Mogens Guldberg    | Dänemark       | 3:42,76    |
| 13    | Robin van Helden   | Niederlande    | 3:46,13    |

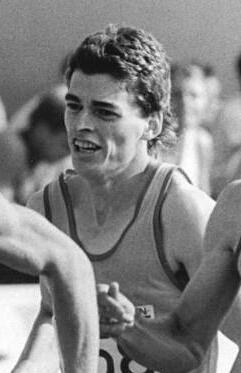
Europameister Jens-Peter Herold, 1988 war er Olympiadritter

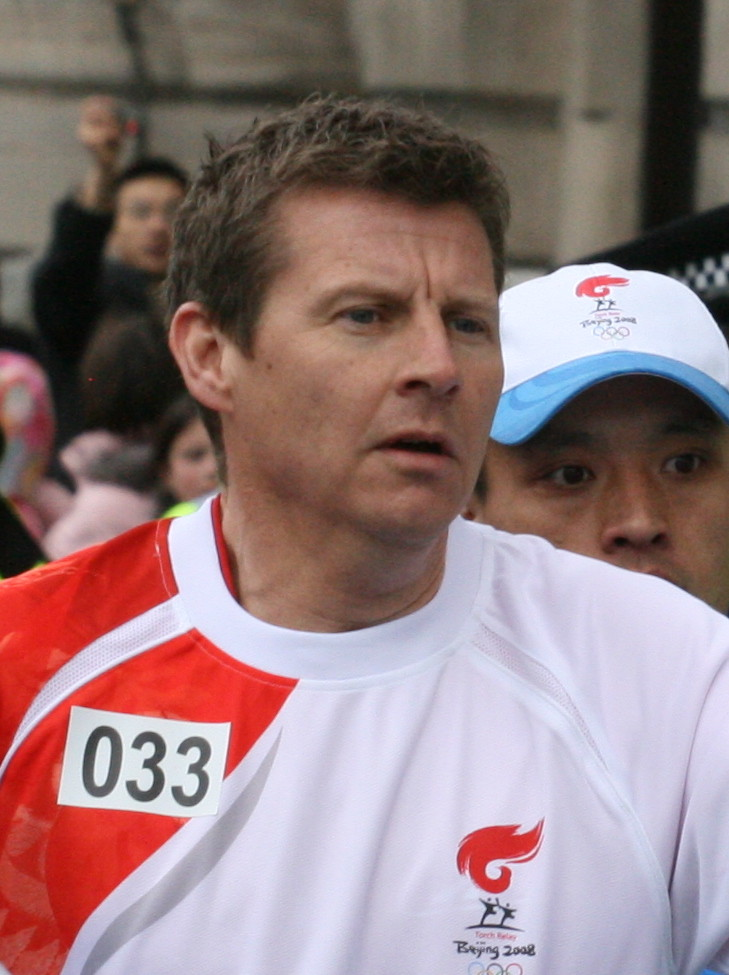
Der zweifache Europameister (1982/1986) und Weltmeister von 1983 Steve Cram erreichte Platz fünf
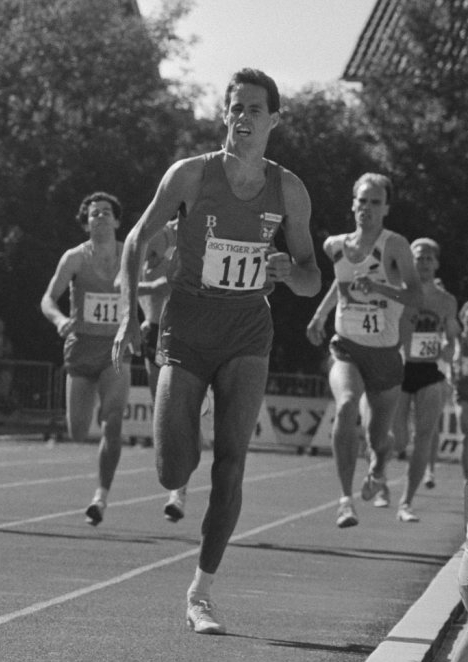
Han Kulker kam auf den siebten Platz
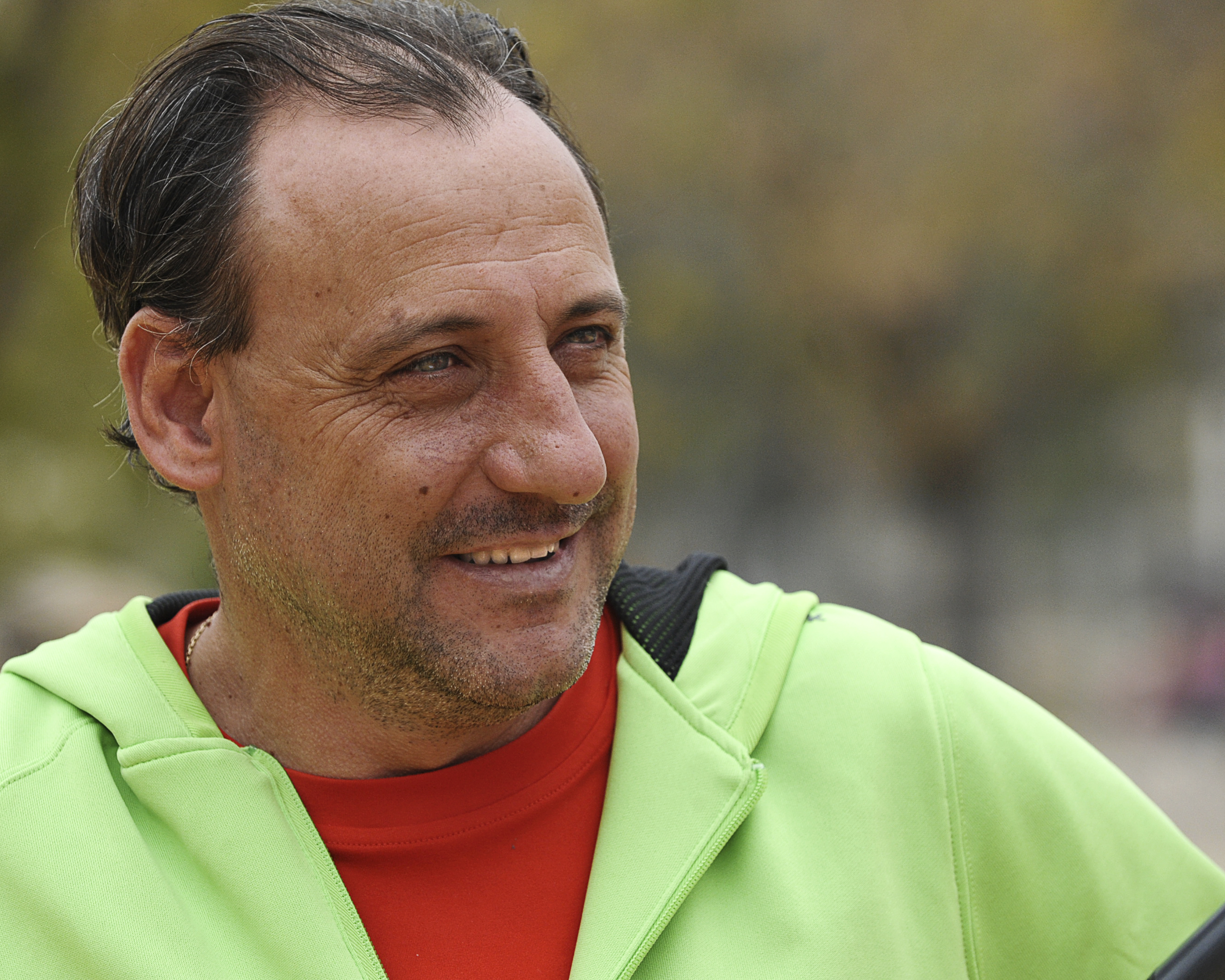
Fermín Cacho belegte bei seinem ersten großen internationalen Finale Rang elf – in den Folgejahren errang er zahlreiche olympische, WM- und EM-Medaillen, Höhepunkt: sein Olympiasieg 1992

## Videolinks
- 1990 European Athletics Championships Men's 1500m final, www.youtube.com, abgerufen am 21. Dezember 2022
- Men's 1500m Final European Champs in Split 1990, www.youtube.com, abgerufen am 21. Dezember 2022